# Zwichnięcie (film)
Zwichnięcie – polsko-francuski kryminał z 1991 roku na podstawie powieści Andre Lay'a.

## Obsada aktorska
- Jean-Jacques Scheffer − Richard Besson
- Jean-Louis Tribes − inspektor Vincent
- Grażyna Barszczewska − Marthe Besson
- Bogusława Puchała − Fabienne, sekretarka Bessona
- Bogdan Kozyra − Laurent Dumer
- Danuta Kowalska − Annie, przyjaciółka Marthy Besson
- Tomasz Preniasz-Struś − policjant
- Tadeusz Hanusek − kelner
- Justyna Sieńczyłło − call girl

## Opis fabuły
W więzieniu odbywa się przesłuchanie Richarda Bessona - szefa agencji artystycznej, podejrzanego o zabójstwo.
Czekając na przyjazd swego młodego współpracownika, Laurenta, Richard nabija pistolet. Przypomina sobie, jak podczas polowania niby przypadkiem strzelił do niego. Laurent jest kochankiem jego żony. Gdy nadjeżdża samochód, Richard idzie przywitać gościa. Prowadzi go do oranżerii i zabija. Nocą zakopuje go w miejscu, gdzie ma powstać droga, ale idąc, potyka się i przewraca. Ma zwichniętą nogę.